# Referat (Dokumentation)
Ein Referat ist in der Dokumentation eine Inhaltsangabe eines Dokumentes, die zu dessen Sacherschließung angefertigt wird. Die häufigste Form des Referates ist das Abstract, das häufig vom Autor selbst erstellt wird und Teil des Dokumentes ist.
Referate werden professionell von Referatediensten in Dokumentationseinrichtungen erstellt und gesammelt zugänglich gemacht (z. B. die Chemical Abstracts Service).
Aufgrund der Personalkosten werden nur in bestimmten Bereichen Referate erstellt. Mit Hilfe der Computerlinguistik gibt es auch Verfahren zum automatischen Zusammenfassen von Texten, die sich jedoch nur auf bestimmte Textgattungen anwenden lassen.

## Eigenschaften
Ein gutes Referat sollte nach DIN 1426 folgende Eigenschaften aufweisen (die Art und Weise, wie versucht wird, den Anforderungen Genüge zu leisten, ist je nach Art des Referates unterschiedlich):
- Vollständigkeit
- Genauigkeit
- Objektivität (im Gegensatz zur Rezension sollte sich das Referat jeder Wertung enthalten)
- Kürze (höchstens eine DIN-A5-Seite)
- Verständlichkeit

## Arten
Nach dem inhaltlichen Bezug unterscheidet man:
- Indikatives Referat - Erschließt den Inhalt nur grob, indem davon ausgegangen wird, wovon ein Dokument handelt und die Themen herausgearbeitet werden (siehe Indikator)
- Informatives Referat
- Informativ-Indikatives Referat
- slanted abstract und highlight abstract: nur aus einem bestimmten Blickwinkel / nur einen Teil des Inhalts betreffend

Ein Autorenreferat ist im Gegensatz zum Fremdreferat ein vom Verfasser des Dokumentes selbst angefertigtes Kurzreferat. Bei wissenschaftlichen Arbeiten wird inzwischen in der Regel ein
Autorenreferat als Abstract erwartet (oft auch in mehreren Sprachen).
Außerdem gibt es das Strukturreferat oder Positionsreferat mit festen Datenfeldern (Fachgebiet, Thematik, Zeit, Ort, Methoden, Ergebnisse …), die ähnlich wie bei der Sammlung von Metadaten oder bei der Verwendung einer Facettenklassifikation ausgefüllt werden.

## Erstellung
Bei der Erstellung eines Referates werden folgende Arbeitsschritte empfohlen:
1. Beschäftigung mit den elementaren Eigenschaften der Vorlage
2. Identifizierung der relevanten Informationen
3. Extrahieren, Reduzieren und Organisieren der relevanten Informationen
4. Referat überarbeiten und zufrieden sein
5. Eventuell passende Bilder einfügen